# Liste der Sieger der Grand-Slam-Turniere (Juniorinneneinzel)
Die Liste der Sieger der Grand-Slam-Turniere im Juniorinneneinzel listet alle Grand-Slam-Siegerinnen bei den Tennis-Juniorinnen seit 1930 auf. Das erste Grand-Slam-Turnier in dieser Altersklasse wurde 1930 im Rahmen der Australian Open ausgetragen.

## Wettbewerbe
Farblegende: Grand Slam
| Jahr      | Australian Open                | French Open            | Wimbledon                      | US Open                        |
| --------- | ------------------------------ | ---------------------- | ------------------------------ | ------------------------------ |
| 1930      | Emily Hood                     |                        |                                |                                |
| 1931      | Joan Hartigan                  |                        |                                |                                |
| 1932      | Nancy Lewis                    |                        |                                |                                |
| 1933      | Nancy Lewis                    |                        |                                |                                |
| 1934      | May Blick                      |                        |                                |                                |
| 1935      | Thelma Coyne                   |                        |                                |                                |
| 1936      | Thelma Coyne                   |                        |                                |                                |
| 1937      | Margaret Wilson                |                        |                                |                                |
| 1938      | Joyce Wood                     |                        |                                |                                |
| 1939      | Joyce Wood                     |                        |                                |                                |
| 1940      | Joyce Wood                     |                        |                                |                                |
| 1941–1945 | keine Austragung               |                        |                                |                                |
| 1946      | S. Grant                       |                        |                                |                                |
| 1947      | Joan Tuckfield                 |                        |                                |                                |
| 1948      | Beryl Penrose                  |                        | Olga Míšková                   |                                |
| 1949      | Joan Warnock                   |                        | Christiane Mercelis            |                                |
| 1950      | Barbara McIntyre               |                        | Lorna Cornell                  |                                |
| 1951      | Mary Carter                    |                        | Lorna Cornell                  |                                |
| 1952      | Mary Carter                    |                        | Fanny ten Bosch                |                                |
| 1953      | Jenny Staley                   | Christine Brunon       | Dora Kilan                     |                                |
| 1954      | Elizabeth Orton                | Beatrice de Chambure   | Valerie Pitt                   |                                |
| 1955      | Elizabeth Orton                | Maria-Teresa Reidl     | Sheila Armstrong               |                                |
| 1956      | Lorraine Coghlan               | Eliane Launay          | Ann Haydon                     |                                |
| 1957      | Margot Rayson                  | Ilse Buding            | Miriam Arnold                  |                                |
| 1958      | Jan Lehane                     | Francesca Gordigani    | Sally Moore                    |                                |
| 1959      | Jan Lehane                     | Joan Cross             | Joan Cross                     |                                |
| 1960      | Lesley Turner                  | Françoise Dürr         | Karen Hantze                   |                                |
| 1961      | Robyn Ebbern                   | Robyn Ebbern           | Galina Bakschejewa             |                                |
| 1962      | Robyn Ebbern                   | Kaye Dening            | Galina Bakschejewa             |                                |
| 1963      | Robyn Ebbern                   | Monique Salfati        | Monique Salfati                |                                |
| 1964      | Kaye Dening                    | Nicole Seghers         | Peaches Bartkowicz             |                                |
| 1965      | Kerry Melville                 | Esme Emanuel           | Olga Morosowa                  |                                |
| 1966      | Karen Krantzcke                | Odile de Roubin        | Birgitta Lindström             |                                |
| 1967      | Lexie Kenny                    | Corinne Molesworth     | Judith Salome                  |                                |
| 1968      | Lesley Hunt                    | Lesley Hunt            | Kristy Pigeon                  |                                |
| 1969      | Lesley Hunt                    | Kazuko Sawamatsu       | Kazuko Sawamatsu               |                                |
| 1970      | Evonne Goolagong               | Veronica Burton        | Sharon Walsh                   |                                |
| 1971      | Pat Coleman                    | Jelena Granaturowa     | Marina Kroschina               |                                |
| 1972      | Pat Coleman                    | Renáta Tomanová        | Ilana Kloss                    |                                |
| 1973      | Chris O’Neil                   | Mima Jaušovec          | Ann Kiyomura                   |                                |
| 1974      | Jennifer Walker                | Mariana Simionescu     | Mima Jaušovec                  | Ilana Kloss                    |
| 1975      | Sue Barker                     | Regina Maršíková       | Natalja Tschmyrjowa            | Natalja Tschmyrjowa            |
| 1976      | Sue Saliba                     | Michele Tyler          | Natalja Tschmyrjowa            | Marise Kruger                  |
| 1977      | Amanda Tobin Pamela Baily      | Anne Smith             | Lea Antonoplis                 | Claudia Casabianca             |
| 1978      | Elizabeth Little               | Hana Mandlíková        | Tracy Austin                   | Linda Siegel                   |
| 1979      | Anne Minter                    | Lena Sandin            | Mary Lou Piatek                | Alycia Moulton                 |
| 1980      | Anne Minter                    | Kathy Horvath          | Debbie Freeman                 | Susan Mascarin                 |
| 1981      | Anne Minter                    | Bonnie Gadusek         | Zina Garrison                  | Zina Garrison                  |
| 1982      | Amanda Brown                   | Manuela Maleeva        | Catherine Tanvier              | Beth Herr                      |
| 1983      | Amanda Brown                   | Pascale Paradis        | Pascale Paradis                | Elizabeth Minter               |
| 1984      | Annabel Croft                  | Gabriela Sabatini      | Annabel Croft                  | Katerina Maleewa               |
| 1985      | Jenny Byrne                    | Laura Garrone          | Andrea Holíková                | Laura Garrone                  |
| 1986      | keine Austragung               | Patricia Tarabini      | Natallja Swerawa               | Elly Hakami                    |
| 1987      | Michelle Jaggard               | Natallja Swerawa       | Natallja Swerawa               | Natallja Swerawa               |
| 1988      | Jo-Anne Faull                  | Julie Halard           | Brenda Schlutz                 | Carrie Cunningham              |
| 1989      | Kim Kessaris                   | Jennifer Capriati      | Andrea Strnadová               | Jennifer Capriati              |
| 1990      | Magdalena Maleewa              | Magdalena Maleewa      | Andrea Strnadová               | Magdalena Maleewa              |
| 1991      | Nicole Pratt                   | Anna Smaschnowa        | Barbara Rittner                | Karina Habšudová               |
| 1992      | Joanne Limmer                  | Rossana de los Ríos    | Chanda Rubin                   | Lindsay Davenport              |
| 1993      | Heike Rusch                    | Martina Hingis         | Nancy Feber                    | Maria Bentivoglio              |
| 1994      | Trudi Musgrave                 | Martina Hingis         | Martina Hingis                 | Meilen Tu                      |
| 1995      | Siobhan Drake                  | Amélie Cocheteux       | Aleksandra Olsza               | Tara Snyder                    |
| 1996      | Magdalena Grzybowska           | Amélie Mauresmo        | Amélie Mauresmo                | Mirjana Lučić                  |
| 1997      | Mirjana Lučić                  | Justine Henin          | Cara Black                     | Cara Black                     |
| 1998      | Jelena Kostanić                | Nadja Petrowa          | Katarina Srebotnik             | Jelena Dokić                   |
| 1999      | Virginie Razzano               | Lourdes Domínguez Lino | Iroda Toʻlaganova              | Lina Krasnoruzkaja             |
| 2000      | Anikó Kapros                   | Virginie Razzano       | María Emilia Salerni           | María Emilia Salerni           |
| 2001      | Jelena Janković                | Kaia Kanepi            | Angelique Widjaja              | Marion Bartoli                 |
| 2002      | Barbora Strýcová               | Angelique Widjaja      | Wera Duschewina                | Marija Kirilenko               |
| 2003      | Barbora Strýcová               | Anna-Lena Grönefeld    | Kirsten Flipkens               | Kirsten Flipkens               |
| 2004      | Shahar Peer                    | Sessil Karatantschewa  | Kateryna Bondarenko            | Michaëlla Krajicek             |
| 2005      | Wiktoryja Asaranka             | Ágnes Szávay           | Agnieszka Radwańska            | Wiktoryja Asaranka             |
| 2006      | Anastassija Pawljutschenkowa   | Agnieszka Radwańska    | Caroline Wozniacki             | Anastassija Pawljutschenkowa   |
| 2007      | Anastassija Pawljutschenkowa   | Alizé Cornet           | Urszula Radwańska              | Kristína Kučová                |
| 2008      | Arantxa Rus                    | Simona Halep           | Laura Robson                   | Coco Vandeweghe                |
| 2009      | Xenija Perwak                  | Kristina Mladenovic    | Noppawan Lertcheewakarn        | Heather Watson                 |
| 2010      | Karolína Plíšková              | Elina Switolina        | Kristýna Plíšková              | Darja Gawrilowa                |
| 2011      | An-Sophie Mestach              | Ons Jabeur             | Ashleigh Barty                 | Grace Min                      |
| 2012      | Taylor Townsend                | Annika Beck            | Eugenie Bouchard               | Samantha Crawford              |
| 2013      | Ana Konjuh                     | Belinda Bencic         | Belinda Bencic                 | Ana Konjuh                     |
| 2014      | Jelisaweta Kulitschkowa        | Darja Kassatkina       | Jeļena Ostapenko               | Marie Bouzková                 |
| 2015      | Tereza Mihalíková              | Paula Badosa Gibert    | Sofja Schuk                    | Dalma Gálfi                    |
| 2016      | Wera Lapko                     | Rebeka Masarova        | Anastassija Potapowa           | Kayla Day                      |
| 2017      | Marta Kostjuk                  | Whitney Osuigwe        | Claire Liu                     | Amanda Anisimova               |
| 2018      | Liang En-shuo                  | Cori Gauff             | Iga Świątek                    | Wang Xiyu                      |
| 2019      | Clara Tauson                   | Leylah Annie Fernandez | Darija Snihur                  | María Camila Osorio Serrano    |
| 2020      | Victoria Jiménez Kasintseva    | Elsa Jacquemot         | Ausgefallen, COVID-19-Pandemie | Ausgefallen, COVID-19-Pandemie |
| 2021      | Ausgefallen, COVID-19-Pandemie | Linda Nosková          | Ane Mintegi del Olmo           | Robin Montgomery               |
| 2022      | Petra Marčinko                 | Lucie Havlíčková       | Liv Hovde                      | Alexandra Eala                 |
| 2023      | Alina Kornejewa                | Alina Kornejewa        | Clervie Ngounoue               | Katherine Hui                  |
| 2024      | Renáta Jamrichová              | Tereza Valentová       | Renáta Jamrichová              | Mika Stojsavljevic             |
| 2025      | Wakana Sonobe                  | Lilli Tagger           | Mia Pohánková                  |                                |

## Nationenwertung
Diese Liste führt solche Nationen an, die mindestens fünf Grand-Slam-Titel gewonnen haben.
| Platz | Land                        | gesamt | Australian Open | French Open | Wimbledon | US Open |
| ----- | --------------------------- | ------ | --------------- | ----------- | --------- | ------- |
| 1.    | Australien                  | 61     | 54              | 3           | 2         | 2       |
| 2.    | Vereinigte Staaten          | 40     | 2               | 6           | 15        | 17      |
| 3.    | Frankreich                  | 21     | 1               | 15          | 4         | 1       |
| 4.    | Tschechien Tschechoslowakei | 16     | 3               | 6           | 5         | 2       |
| 4.    | Vereinigtes Königreich      | 16     | 4               | 3           | 7         | 2       |
| 6.    | Russland                    | 14     | 5               | 3           | 3         | 3       |
| 7.    | Sowjetunion                 | 12     | —               | 2           | 8         | 2       |
| 8.    | Südafrika                   | 7      | —               | 2           | 3         | 2       |
| 9.    | Belgien                     | 6      | 1               | 1           | 3         | 1       |
| 9.    | Kroatien                    | 6      | 4               | —           | —         | 2       |
| 9.    | Polen                       | 6      | 1               | 1           | 4         | —       |
| 9.    | Schweiz                     | 6      | —               | 4           | 2         | —       |
| 13.   | Argentinien                 | 5      | —               | 2           | 1         | 2       |
| 13.   | Bulgarien                   | 5      | 1               | 3           | —         | 1       |
| 13.   | Deutschland                 | 5      | 1               | 3           | 1         | —       |
| 13.   | Italien                     | 5      | —               | 3           | —         | 2       |
| 13.   | Niederlande                 | 5      | 1               | —           | 3         | 1       |
| 13.   | Slowakei                    | 5      | 2               | —           | 2         | 1       |